# Hacettepe Spor Kulübü
El Hacettepe Spor Kulübü es un club de fútbol turco de la ciudad de Ankara. Su anterior nombre fue Gençlerbirliği OFTAŞ ya que fue (y sigue siendo) el equipo B del Gençlerbirliği. Originalmente el equipo fue fundado como Sanayi Barbarosspor en 1949 que se cambió a Asaşspor y después fue comprado por el Gençlerbirliği en 2003 y refundado como Hacettepespor, en honor a un equipo histórico de Ankara que fue uno de los equipos fundadores de la Superliga pero acabó siendo un equipo de tercera. Este equipo, aunque fue fundado como Hacettepespor, se acabó renombrando Keçiörengücü, que aun lleva sus colores, un distrito de Ankara Keçiören. Entre 2003 y 2007, el Hacettepespor fue conocido como el Gençlerbirliği OFTAŞ y llevaron los mismos colores: rojo y negro. Desde 2007 se le conoce como Hacettepespor y lleva los colores del original: blanco y morado.

## Jugadores

### Plantilla 2007/08
- Actualizado al 15 de septiembre de 2007.